# Cratere Igaluk
Igaluk è un cratere sulla superficie di Callisto.